# Giovanni Battista Niccolini
Giovanni Battista Niccolini (Bagni di San Giuliano, Toscana, 1782 — Florència, 1861) va ser un poeta i dramaturg italià de l'època del Risorgimento. Va ser catedràtic, secretari i bibliotecari a l'Acadèmia de Belles Arts de Florència. Va escriure especialment drames clàssics i històrics en un to republicà i liberal. Va ser un ferm defensor de la Reunificació italiana.